# COROT-7c

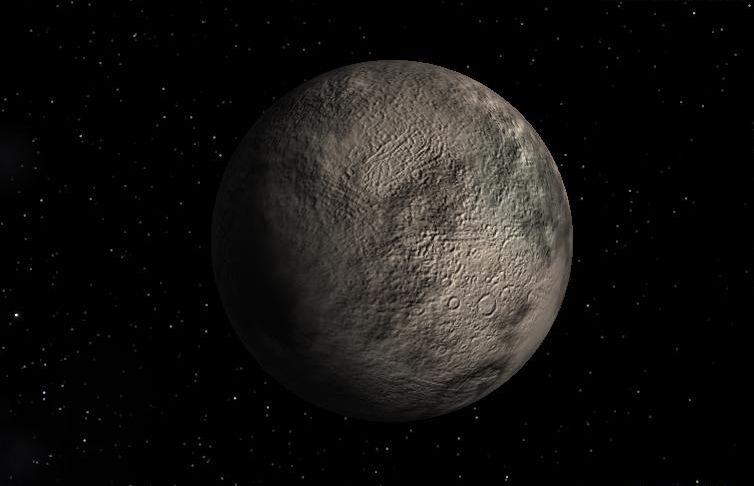
COROT-7c의 상상도.

COROT-7c는 지구로부터 약 489광년 떨어진 곳에 있는 G형 주계열성 COROT-7 주위를 돌고 있는 외계 행성이다. 질량은 지구의 약 8.4배로 슈퍼지구로 분류할 수 있으며 어머니 항성으로부터 0.046 천문단위 밖에 떨어져 있지 않다. 그러나 COROT 위성의 트랜싯법 관측을 통해 발견된 형제 행성 COROT-7b와는 달리 c는 라 실라 천문대의 HARPS를 통해 2009년 8월 24일 발견되었다.